# Solar Mesosphere Explorer
Il Solar Mesosphere Explorer (SME), a volte citato anche come Explorer 64, è stato un satellite artificiale NASA facente parte del Programma Explorer e progettato per investigare sui processi di creazione e distruzione dell'ozono nell'atmosfera terrestre e in particolare nella mesosfera, la regione atmosferica compresa generalmente tra i 50 e i 100 km di altezza.

## Sviluppo
Amministrato per conto della NASA dal Jet Propulsion Laboratory, il Solar Mesosphere Explorer è stato costruito dalla Ball Aerospace & Technologies e gestito dal Laboratorio di fisica dell'atmosfera e dello spazio dell'Università del Colorado a Boulder, in un progetto che ha visto il coinvolgimento di oltre un centinaio di studenti.

## Obbiettivi
Tra gli obbiettivi della missione, volta, come detto, a indagare sui processi di distruzione e di creazione dell'ozono nella mesosfera, c'erano, in particolare:
- La determinazione della natura e dell'intensità delle variazioni di densità dell'ozono mesosferico risultanti dalle variazioni del flusso di radiazione ultravioletta solare;
- La determinazione della correlazione tra il flusso di radiazione solare, la concentrazione di ozono e la temperatura nella mesosfera e nella parte superiore della stratosfera;
- La determinazione della correlazione tra la concentrazione dell'ozono e quella del vapore acqueo;
- La determinazione della correlazione tra la concentrazione dell'ozono e quella del diossido di azoto.

## Struttura
Lo SME aveva approssimativamente la forma di un cilindro alto 1,7 m e con il diametro di 1,25 m e consisteva di due moduli principali: il modulo dedicato all'osservazione, nel quale erano situati gli strumenti scientifici, e il modulo di propulsione del veicolo, il tutto per un peso totale di circa 437 kg. Una volta messo in orbita, in particolare in un'orbita eliosincrona, il satellite era stabilizzato utilizzando la tecnica di stabilizzazione di spin, una tecnica di stabilizzazione passiva nella quale l'intero veicolo ruota su se stesso in modo che il suo vettore di momento angolare rimanga pressoché fissato nello spazio inerziale. Il movimento di rotazione è stabile se il
satellite gira attorno all'asse che ha momento d'inerzia massimo. Nel caso dello SME, tale asse era perpendicolare al piano orbitale e la velocità di rotazione era pari a 5 rpm.
L'energia era fornita al satellite da un insieme di pannelli solari che ricaricavano degli accumulatori nichel-cadmio e lo SME era capace di eseguire sia comandi inviati in tempo reale che comandi memorizzati a bordo. Allo stesso modo, il satellite era capace di inviare i dati raccolti in tempo reale o di archiviarli.

## Strumentazione
Onde raggiungere i suoi obbiettivi, lo SME era equipaggiato con i seguenti strumenti scientifici:
- Uno spettroscopio a due canali in schema autocollimante Ebert-Fastie, chiamato Ultraviolet Ozone Experiment, atto a misurare l'assorbimento da parte dell'ozono della radiazione solare nella regione dell'ultravioletto medio;
- Un radiometro all'infrarosso a quattro canali, chiamato Infrared Radiometer Experiment, atto a determinare la correlazione tra l'altitudine e il rapporto ozono/vapore acqueo;
- Uno spettroscopio a due canali in schema autocollimante Ebert-Fastie, chiamato Visible Nitrogen Dioxide Experiment, atto a misurare la concentrazione del diossido di azoto alle altitudini comprese tra 20 e 40 km.
- Uno spettroscopio a due canali in schema autocollimante Ebert-Fastie, chiamato Ultraviolet Solar Monitor Experiment, atto a monitorare la radiazione elettromagnetica in arrivo dal Sole e a determinarne l'effetto sulla concentrazione di ozono;
- Un rivelatore chiamato Solar Proton Alarm Detector, atto a monitorare il flusso di protoni solari di energia compresa tra 30 e 500 MeV, in modo da dare un segnale di allarme e osservare gli effetti dei suddetti protoni sulla concentrazione dei componenti atmosferici quando il valore del flusso oltrepassava un determinato valore.
- Uno spettroscopio a infrarossi, chiamato 1.27-Micrometer Airglow Experimen, il cui scopo era quello di misurare la luminescenza stratosferica a 1,27 μm (banda 0-0) dovuta alle transizioni elettroniche nell'ossigeno molecolare.[8]

## Lancio e operatività
Lo SME è stato lanciato il 6 ottobre 1981 grazie ad un razzo Delta 2310 partito dal Complesso di lancio 2 della base aerea Vandenberg, in California. Una volta messo in orbita eliosincrona all'altezza di circa 540 km e stabilizzatosi, il satellite ha iniziato la propria operatività e ha continuato il suo lavoro fino al dicembre 1988, quando tutti i suoi strumenti sono stati spenti da terra a causa di un malfunzionamento energetico. Il satellite ha inviato i suoi ultimi dati il 4 aprile nel 1989 e infine, il 5 marzo 1991, si è disintegrato nel suo rientro atmosferico.